# В одне єдине життя
«В одне єдине життя» (рос. «В одну единственную жизнь») — український радянський художній фільм, виробнича драма, знятий режисером Ігорем Апасяном на Одеській кіностудії у 1986 році.

## Сюжет
Директор великого металургійного заводу Зоренко розробляє і надсилає до міністерства проект перебудови підприємства, хоча здійснення задуманого вимагає зупинки виробництва. Відповідальний працівник міністерства Груздєв, побоюючись зниження загальних планових показників, наполягає на частковій реорганізації. Під тиском «зверху» Зоренко підписує неприйнятний на його погляд проект. Але, усвідомлюючи неправомірність прийнятого рішення, він відновлює боротьбу за докорінну реорганізацію заводу.

## Актори і ролі
- Микола Олялін — Зоренко Роман Леонідович, директор заводу
- Ада Роговцева — Ірина
- Ернст Романов — Груздєв Кирило Сергійович, працівник міністерства
- Євгенія Добровольська — Віка, дочка Зоренка
- В'ячеслав Баранов — Семен Лубенцов
- Олександр Бордуков — головний інженер заводу
- Олег Корчиков — сусід-міліціонер
- Тимофій Хмельов — син Ірини
- Ігор Черницький — Віктор, водій
- Владилен Попудренко — грузин на вокзалі
- Федір Одиноков — Прохор
- Борис Зайденберг — Сергій Борисович, секретар обкому